# Green Islets
Die Green Islets sind eine Ansammlung kleiner Inseln und Felseninseln in der Region Southland vor der Südinsel von Neuseeland.

## Geographie
Die Green Islets befinden sich an der südlichen Küste von Fiordland im Südwesten der Südinsel. Die rund 20 kleinen Inseln und Felseninseln verteilen sich nahe der Küste über eine Fläche von rund 2,6 × 1,2 km. Die mit Abstand größte ihrer Inseln hat eine Länge von rund 320 m und besitzt eine Breite von maximal 130 m. Nahe am Festland gelegen kommt sie auf eine Höhe von maximal 52 m. Alle anderen Insel sind westlich kleiner und nicht so hoch.